# ایزودی‌آزومتان
در شیمی آلی، ایزودیازومتان، که با نام‌های ایزوسیانامید، آمینوایزونیتریل و ایزوسیانو آمین نیز شناخته می‌شود، بخش اصلی ساختار دسته‌ای از مشتقات با فرمول عمومی R2N–NC است. 